# ستوپنگتسا
ستوپنگتسا (به لهستانی:  Stopnica) یک روستا در لهستان است که در گمینا ستوپنگتسا واقع شده‌است. ستوپنگتسا ۱٬۵۴۵ نفر جمعیت دارد.